# Klement (roman)
Klement (1974) je roman slovenskega pesnika in pisatelja Vitomila Zupana. Pripoveduje o človeku z dna, ki se za nekaj časa sicer dvigne, vendar ne zmore preobrazbe in (p)ostane antijunak. 

### Zgodba
Okvirna zgodba prikazuje starega lastnika antikvariata Klementa Gorjana. Kljub opozorilom redarja, da ne sme kupčevati po  končanem delovnem času, je Klement ostal v bukvarni in bral rokopis grofa Vincenta. 
Predzgodba: Klementov oče Franjo Gorjan je bil pijanec in delomrznež, pretepal je ženo in otroke. Mama, ki je bila prej natakarica, je bila jetična ženska. Prvič je rodila mrtvega otroka, drugič »čanžavo otroče«. Preživljali so se s tistim, kar je priberačila babica pri daljnih sorodnikih Tresnikih. Ko je Klementu umrla mama, ga je babica peljala v mesto k Tresnikovim. Tam je moral hoditi v šolo in delati v trgovini kot vajenec. Domači sin Franjo mu je priskrbel marsikatero klofuto in se mu posmehoval. Tudi novi pomočnik Mate ni maral Klementa. Ko je Tresnici in Mateju povedal, da ve za njuno razmerje, sta ga poslala v poboljševalnico. Po vrnitvi je nekaj mesecev ostal pri knjigovezu. Bivši katehet mu je pomagal v dijaški dom in v šolo. Pridno je zahajal k maši in v šolo, ko pa se je razvedelo, da bere prepovedane knjige, da ima ljubezensko razmerje in da je bil v poboljševalnici, so se ljudje od njega odvrnili. Preživljal se je s prodajo knjig po hišah in v bukvarni starega Antije. Antiji je vzel samokres in se hotel ubiti, a rešil ga je njegov profesor. 
Klement se je preselil na grad Oslice. Hudobni, ukazovalni lastnici gradu Anamariji se je za poniževanje maščeval s krajo denarja. Ves dan je preživel v grajski knjižnici, ponoči pa se je vrnil v Anamarijino sobo, lastnico ubil in zbežal v gozd. Zbudil se je v kmečki izbi. Znašel se je pri kmečki družini, ki se je vrnila iz Amerike. Klement se je tam dobro počutil, nihče ga ni spraševal o preteklosti in postal je hlapec. Kmalu pa so opazili njegovo čudaško obnašanje in iz strahu, da stari Žon ne bi zvedel za njegov zločin, se je zatekel v svojo soboico v mestu. Žonova hči Meriča, ki se je nanj navezala, ga je ob slovesu prosila, naj se vrne ponjo. 
Ko se je sprehajal v ponošeni obleki in čevljih, si je zaželel, da bi postal gospod in se sprehajal z lepimi dekleti. Znašel se je pred vrati Tresnikove hiše, se splazil vanjo, naletel team na Mateja, ga zgrabil za vrat in udaril po glavi. Z obtežilnikom za pisma je ubil staro Tresnico in potisnil obtežilnik v Matejeve roke. Zabrisal je sledi, vzel denar in pobegnil. V novi obleki se je udeležil pogreba stare Tresnice. Da ne bi bil sumljiv, si je sposojal denar pri znancih. Spoznal je Vero in dobro živel. Z Vero sta Meričo, ki je prišla za njim v mesto, spremenila v prikupno mesto dekle. Klement jo je s pomočjo Vere vsilil Tresniku v službo. Franjo se je vanjo zaljubil in se z njo poročil. 
Klement je nekega dne v mestu srečal Anamarijo. Ni mu bilo jasno, ali jo je resnično poskušal ubiti ali je to storil samo v svoji domišljiji. Zbližala sta se in se poročila. Rodila mu je invalidnega otroka. Po ženini smrti je Klement prodal grad in milijone naložil v neki denarni zavod. Uničil je še zadnjega sovražnika, Franja Tresnika. Vključil se je v najvišje družbene kroge, vendar ni mogel zdržati v mestu, ker so ga neprestano preganjali prividi. Zatekel se je v samostan, a tam ni našel miru. Vrnil se je v mesto, v njegovi notranjosti so divjali čedalje hujši boji med zavestjo in podzavestjo.
Ob branju Vincentovega rokopis si je prerezal žile. Kri je poškropila rokopis na mestu, kjer je pisalo »laž«, in ne na mestu »ljubezen do sebe«, ki naj bi se tako spremenila v sovraštvo do sebe. Klement je, poražen kot človek, zažgal rokopis, ogenj se je razširil po bukvarni in v njem je zgorel tudi sam.

## Kritike, literarna zgodovina
"Zupanov Klement je živo in plastično, "netematizirano", zares le literarno pričevanje o literaturi, ko le-ta poskuša zasnovati in praktično udejaniti nove, radikalnejše in produktivnejše, predvsem pa čistejše možnosti beletristične pisave; je besedilo, ki je "vmes" − z eno svojih plasti še v območju tradicije in (negacije) njenih zahtev, v drugih to izročilo v bistvenem že razlamlja, prebija in presega. Z drugačnimi besedami: izhodišče Klementove zgodbe je na prvi pogled še povsem v risu socialnokritične literarne ideologije, njen finale in z njim uprizoritveni kontekst v celoti sta že razviden delež novega." (Inkret, 1980: 19)
"Roman Klement ima trdno pripovedno zgradbo, izoblikovano in jasno idejno poantiranost, slikovito in zapletno podobo glavne osebe, ki je sicer ena od variant Zupanovih neprilagojencev in zanikovalcev družbenih norm." (Glušič, 2002: 85)
"Tako kot Potovanje na konec pomladi tudi roman Klement potrjuje pomembnost Zupanove proze, ki je vrsto let ostajala bralcem neznana, kar pa ni bila pisateljeva krivda. Zaželeno bi bilo, da bi izdajo Zupanovih del pospešili, saj nas — sodeč po prej omenjenih romanih — čaka še kakšno prijetno presenečenje." (Dolgan, 1974: 981–82)

## Prevodi
- 1985 Klement, prevod v hrvaščino (Pavica Hromin) (COBISS)